# Ekstraklasa w piłce nożnej (2016/2017)/Wyniki spotkań fazy finałowej

## Zestawienie wszystkich rozegranych meczów
Kliknięcie na wynik powoduje przejście do opisu danego spotkania.
Stan po zakończeniu fazy finałowej.
|                              | JAG | LEG | LPO | LGD | WKR | POG | BBT | KOR |
| ---------------------------- | --- | --- | --- | --- | --- | --- | --- | --- |
| Jagiellonia Białystok        | –   | 0:0 | 2:2 |     | 2:0 | 1:0 |     |     |
| Legia Warszawa               |     | –   | 2:0 | 0:0 | 1:1 |     | 6:0 |     |
| Lech Poznań                  |     |     | –   | 0:0 | 2:1 | 2:0 |     | 3:2 |
| Lechia Gdańsk                | 4:0 |     |     | –   |     | 4:0 | 2:0 | 0:0 |
| Wisła Kraków                 |     |     |     | 0:1 | –   | 4:0 | 1:2 |     |
| Pogoń Szczecin               |     | 0:2 |     |     |     | –   | 1:1 | 3:0 |
| Bruk-Bet Termalica Nieciecza | 1:2 |     | 0:3 |     |     |     | –   | 3:0 |
| Korona Kielce                | 1:1 | 0:1 |     |     | 3:2 |     |     | –   |

|                | WPŁ | ZLU | ŚLĄ | ARK | CRA | RCH | PIA | GKŁ |
| -------------- | --- | --- | --- | --- | --- | --- | --- | --- |
| Wisła Płock    | –   | 1:2 | 0:3 |     | 1:1 | 1:1 |     |     |
| Zagłębie Lubin |     | –   | 2:0 | 1:3 | 2:2 |     | 3:1 |     |
| Śląsk Wrocław  |     |     | –   | 4:1 | 2:0 | 6:0 |     | 0:2 |
| Arka Gdynia    | 0:1 |     |     | –   |     | 1:1 | 1:1 | 1:0 |
| Cracovia       |     |     |     | 2:0 | –   | 2:0 | 0:1 |     |
| Ruch Chorzów   |     | 1:1 |     |     |     | –   | 0:3 | 2:2 |
| Piast Gliwice  | 4:0 |     | 2:0 |     |     |     | –   | 2:1 |
| Górnik Łęczna  | 2:3 | 1:3 |     |     | 3:0 |     |     | –   |

Drużyna gospodarzy jest wymieniona po lewej stronie tabeli.

Kolory: Niebieski = wygrana gospodarzy; Biały = remis; Czerwony = zwycięstwo gości.

## Runda finałowa (29 kwietnia – 4 czerwca)
Źródło 1:
Źródło 2:
Źródło 3:

### 31. kolejka (29 kwietnia - 1 maja)

#### Grupa A
| 28 kwietnia 2017 | Lech Poznań                        | 3:2   | Korona Kielce                                         |                                                                         |
| 20:30            | Jevtić 17' · Robak 42' (k) 80' (k) | (2:2) | 21' Możdżeń · 45' (k) Kiełb                           | Stadion Miejski, Poznań Widzów: 11 192 Sędzia: Szymon Marciniak (Płock) |
| 20:30            | Tetteh 38' · Kostewycz 63'         | (2:2) | 12' Grzelak · 41' Rymaniak · 59' Dejmek · 80' Możdżeń | Stadion Miejski, Poznań Widzów: 11 192 Sędzia: Szymon Marciniak (Płock) |

| 29 kwietnia 2017 | Lechia Gdańsk               | 2:0   | Bruk-Bet Termalica Nieciecza |                                                                          |
| 20:30            | Haraslín 3' · Paixão 53'    | (1:0) |                              | Stadion Energa Gdańsk, Gdańsk Widzów: 10 095 Sędzia: Piotr Lasyk (Bytom) |
| 20:30            | Sławczew 29' · Haraslín 55' | (1:0) | 23' Mikovič · 36' Szarek     | Stadion Energa Gdańsk, Gdańsk Widzów: 10 095 Sędzia: Piotr Lasyk (Bytom) |

| 30 kwietnia 2017 | Jagiellonia Białystok                          | 1:0   | Pogoń Szczecin                                                            |                                                                              |
| 15:30            | Sheridan 33'                                   | (1:0) |                                                                           | Stadion Miejski, Białystok Widzów: 12 100 Sędzia: Bartosz Frankowski (Toruń) |
| 15:30            | Romanczuk 45+1' · Tomasik 79' · Frankowski 89' | (1:0) | 51' Fojut · 68' Niepsuj · 78' Słowik · 79' Delev · 88' Nunes · 89' Matras | Stadion Miejski, Białystok Widzów: 12 100 Sędzia: Bartosz Frankowski (Toruń) |

| 30 kwietnia 2017 | Legia Warszawa  | 1:1   | Wisła Kraków  | |
| 18:00            | Jędrzejczyk 75' | (0:0) | 58' (k) Brlek | Stadion Miejski Legii Warszawa im. Marszałka Józefa Piłsudskiego, Warszawa Widzów: 22 239 Sędzia: Daniel Stefański (Bydgoszcz) |
| 18:00            | Moulin 49'      | (0:0) |               | Stadion Miejski Legii Warszawa im. Marszałka Józefa Piłsudskiego, Warszawa Widzów: 22 239 Sędzia: Daniel Stefański (Bydgoszcz) |

#### Grupa B
| 28 kwietnia 2017 | Arka Gdynia                                                 | 1:1   | Piast Gliwice                                           |                                                                           |
| 18:00            | Szwoch 9' (k)                                               | (1:0) | 88' Jankowski                                           | Stadion Miejski, Gdynia Widzów: 4 623 Sędzia: Krzysztof Jakubik (Siedlce) |
| 18:00            | Łukasiewicz 42' · Marcjanik 43' · Szwoch 65' · Hofbauer 86' | (1:0) | 9' Hebert · 55' Jankowski · 59' Mójta · 72', 73' Sedlar | Stadion Miejski, Gdynia Widzów: 4 623 Sędzia: Krzysztof Jakubik (Siedlce) |

- Pierwsza żółta kartka Aleksandra Sedlara nie jest wliczana do rejestru kartek jako pokazana niesłusznie

| 29 kwietnia 2017 | Wisła Płock   | 1:1   | Ruch Chorzów              |                                                                                           |
| 15:30            | Kanté 50' (k) | (0:0) | 75' Arak                  | Stadion im. Kazimierza Górskiego, Płock Widzów: 3 414 Sędzia: Paweł Raczkowski (Warszawa) |
| 15:30            | Kun 31'       | (0:0) | 35' Surma · 54' Grodzicki | Stadion im. Kazimierza Górskiego, Płock Widzów: 3 414 Sędzia: Paweł Raczkowski (Warszawa) |

| 29 kwietnia 2017 | Śląsk Wrocław               | 0:2   | Górnik Łęczna            |                                                                             |
| 18:00            |                             | (0:1) | 35' Śpiączka · 59' Bonin | Stadion Wrocław, Wrocław Widzów: 4 921 Sędzia: Jarosław Przybył (Kluczbork) |
| 18:00            | 24' Drewniak · 76' Tymiński | (0:1) |                          | Stadion Wrocław, Wrocław Widzów: 4 921 Sędzia: Jarosław Przybył (Kluczbork) |

| 1 maja 2017 | Zagłębie Lubin            | 2:2   | Cracovia                     |                                                                                   |
| 18:00       | Nešpor 90' · Guldan 90+3' | (0:2) | 32' Szczepaniak · 39' Piątek | Stadion Zagłębia Lubin, Lubin Widzów: 4 242 Sędzia: Tomasz Kwiatkowski (Warszawa) |
| 18:00       | Piątek 90+1'              | (0:2) |                              | Stadion Zagłębia Lubin, Lubin Widzów: 4 242 Sędzia: Tomasz Kwiatkowski (Warszawa) |

### 32. kolejka (5-8 maja)

#### Grupa A
| 5 maja 2017 | Korona Kielce | 1:1   | Jagiellonia Białystok     |                                                                             |
| 20:30       | Pilipczuk 47' | (0:0) | 49' Novikovas             | Kolporter Arena, Kielce Widzów: 8 956 Sędzia: Tomasz Kwiatkowski (Warszawa) |
| 20:30       | Kwiecień 83'  | (0:0) | 26' Gordon · 64' Góralski | Kolporter Arena, Kielce Widzów: 8 956 Sędzia: Tomasz Kwiatkowski (Warszawa) |

| 6 maja 2017 | Wisła Kraków                                             | 0:1   | Lechia Gdańsk                           |                                                                                       |
| 20:30       |                                                          | (0:0) | 58' (sam.) Załuska                      | Stadion Miejski im. Henryka Reymana, Kraków Widzów: 16 021 Sędzia: Paweł Gil (Lublin) |
| 20:30       | Cywka 48', 50' · Sadlok 80' · Głowacki 84' · Bartosz 85' | (0:0) | 55' Sławczew · 81' Janicki · 82' Maloča | Stadion Miejski im. Henryka Reymana, Kraków Widzów: 16 021 Sędzia: Paweł Gil (Lublin) |

| 7 maja 2017 | Bruk-Bet Termalica Nieciecza | 0:3   | Lech Poznań                                      |                                                                                    |
| 15:30       |                              | (0:1) | 15' Răduț · 71' (sam.) Gutkovskis · 73' Majewski | Stadion Nieciecza KS, Nieciecza Widzów: 4 595 Sędzia: Jarosław Przybył (Kluczbork) |
| 15:30       | Gutkovskis 25'               | (0:1) |                                                  | Stadion Nieciecza KS, Nieciecza Widzów: 4 595 Sędzia: Jarosław Przybył (Kluczbork) |

| 7 maja 2017 | Pogoń Szczecin | 0:2   | Legia Warszawa           |                                                                                                |
| 18:00       |                | (0:0) | 49' Nagy · 69' Moulin    | Stadion Miejski im. Floriana Krygiera, Szczecin Widzów: 9 876 Sędzia: Szymon Marciniak (Płock) |
| 18:00       | Fojut 67'      | (0:0) | 60' Radović · 88' Moulin | Stadion Miejski im. Floriana Krygiera, Szczecin Widzów: 9 876 Sędzia: Szymon Marciniak (Płock) |

#### Grupa B
| 5 maja 2017 | Ruch Chorzów | 1:1   | Zagłębie Lubin            |                                                                             |
| 18:00       | Moneta 63'   | (0:0) | 74' Tosik                 | Stadion Miejski, Chorzów Widzów: 6 319 Sędzia: Daniel Stefański (Bydgoszcz) |
| 18:00       | Surma 55'    | (0:0) | 45+1' Kubicki · 54' Tosik | Stadion Miejski, Chorzów Widzów: 6 319 Sędzia: Daniel Stefański (Bydgoszcz) |

| 6 maja 2017 | Piast Gliwice                                | 2:0   | Śląsk Wrocław |                                                                       |
| 15:30       | Murawski 38' · Živec 58'                     | (1:0) |               | Stadion Miejski, Gliwice Widzów: 5 118 Sędzia: Tomasz Musiał (Kraków) |
| 15:30       | 40' Stjepanowiḱ · 61' Kokoszka · 82' Pawelec | (1:0) |               | Stadion Miejski, Gliwice Widzów: 5 118 Sędzia: Tomasz Musiał (Kraków) |

| 6 maja 2017 | Górnik Łęczna                                         | 2:3   | Wisła Płock                           |                                                                                 |
| 15:30       | Grzelczak 6' · Ubiparip 90+1'                         | (1:2) | 13' (k) Wlazło · 18' Kanté · 54' Reca | Stadion Górnika Łęczna, Łęczna Widzów: 3 666 Sędzia: Bartosz Frankowski (Toruń) |
| 15:30       | Śpiączka 18' · Atoche 23' · Dźwigała 82' · Gérson 84' | (1:2) | 19' Byrtek · 36' Furman               | Stadion Górnika Łęczna, Łęczna Widzów: 3 666 Sędzia: Bartosz Frankowski (Toruń) |

| 8 maja 2017 | Cracovia                       | 2:0   | Arka Gdynia            | |
| 18:00       | Piątek 44' · Dąbrowski 73' (k) | (1:0) |                        | Stadion Cracovii im. Józefa Piłsudskiego, Kraków Widzów: 6 279 Sędzia: Paweł Raczkowski (Warszawa) |
| 18:00       | Piątek 63'                     | (1:0) | 58' Božok · 63' Szwoch | Stadion Cracovii im. Józefa Piłsudskiego, Kraków Widzów: 6 279 Sędzia: Paweł Raczkowski (Warszawa) |

### 33. kolejka (12-14 maja)

#### Grupa A
| 13 maja 2017 | Jagiellonia Białystok              | 2:0   | Wisła Kraków |                                                                                |
| 15:30        | Sheridan 27' · Chomczenowski 90+1' | (1:0) |              | Stadion Miejski, Białystok Widzów: 15 117 Sędzia: Jarosław Przybył (Kluczbork) |
| 15:30        | Góralski 28'                       | (1:0) | 53' Štilić   | Stadion Miejski, Białystok Widzów: 15 117 Sędzia: Jarosław Przybył (Kluczbork) |

| 14 maja 2017 | Lech Poznań            | 2:0   | Pogoń Szczecin |                                                                    |
| 15:30        | Robak 35' · Trałka 64' | (1:0) |                | Stadion Miejski, Poznań Widzów: 15 862 Sędzia: Piotr Lasyk (Bytom) |
| 15:30        | Kędziora 16'           | (1:0) | 82' Nunes      | Stadion Miejski, Poznań Widzów: 15 862 Sędzia: Piotr Lasyk (Bytom) |

| 14 maja 2017 | Lechia Gdańsk                           | 0:0   | Korona Kielce                              |                                                                                    |
| 15:30        |                                         | (0:0) |                                            | Stadion Energa Gdańsk, Gdańsk Widzów: 15 349 Sędzia: Mariusz Złotek (Stalowa Wola) |
| 15:30        | Janicki 46' · Borysiuk 74' · Maloča 80' | (0:0) | 1' Pyłypczuk · 45+2' Grzelak · 50' Możdżeń | Stadion Energa Gdańsk, Gdańsk Widzów: 15 349 Sędzia: Mariusz Złotek (Stalowa Wola) |

| 14 maja 2017 | Legia Warszawa                                                                   | 6:0   | Bruk-Bet Termalica Nieciecza | |
| 18:00        | Hämäläinen 5' 74' · Radović 28' · Nagy 52' · Guilherme 56' (k) · Kazaiszwili 88' | (2:0) |                              | Stadion Miejski Legii Warszawa im. Marszałka Józefa Piłsudskiego, Warszawa Widzów: 19 765 Sędzia: Tomasz Musiał (Kraków) |
| 18:00        | 44' Jovanović                                                                    | (2:0) |                              | Stadion Miejski Legii Warszawa im. Marszałka Józefa Piłsudskiego, Warszawa Widzów: 19 765 Sędzia: Tomasz Musiał (Kraków) |

#### Grupa B
| 12 maja 2017 | Zagłębie Lubin                                             | 3:1   | Piast Gliwice   |                                                                                |
| 18:00        | Starzyński 34' · Mazek 55' · Woźniak 90+2'                 | (1:1) | 13' Papadopulos | Stadion Zagłębia Lubin, Lubin Widzów: 3 827 Sędzia: Bartosz Frankowski (Toruń) |
| 18:00        | Jagiełło 27' · Starzyński 36' · Tosik 80' · Janoszka 90+1' | (1:1) | 45+1' Korun     | Stadion Zagłębia Lubin, Lubin Widzów: 3 827 Sędzia: Bartosz Frankowski (Toruń) |

| 12 maja 2017 | Arka Gdynia                             | 1:0   | Górnik Łęczna |                                                                            |
| 20:30        | Siemaszko 39'                           | (1:0) |               | Stadion Miejski, Gdynia Widzów: 5 623 Sędzia: Daniel Stefański (Bydgoszcz) |
| 20:30        | 55' Leândro · 72' Bonin · 78' Hernández | (1:0) |               | Stadion Miejski, Gdynia Widzów: 5 623 Sędzia: Daniel Stefański (Bydgoszcz) |

| 13 maja 2017 | Śląsk Wrocław                                        | 6:0   | Ruch Chorzów |                                                                              |
| 18:00        | Biliński 18' 54' 71' · Morioka 50' 82' · Celeban 56' | (1:0) |              | Stadion Wrocław, Wrocław Widzów: 6 685 Sędzia: Tomasz Kwiatkowski (Warszawa) |
| 18:00        | Lewandowski 28'                                      | (1:0) | 89' Trojak   | Stadion Wrocław, Wrocław Widzów: 6 685 Sędzia: Tomasz Kwiatkowski (Warszawa) |

| 13 maja 2017 | Wisła Płock    | 1:1   | Cracovia                      |                                                                                           |
| 20:30        | Wlazło 31' (k) | (1:1) | 38' Steblecki                 | Stadion im. Kazimierza Górskiego, Płock Widzów: 4 001 Sędzia: Krzysztof Jakubik (Siedlce) |
| 20:30        | Kun 45+1'      | (1:1) | 58' Budziński · 89' Dąbrowski | Stadion im. Kazimierza Górskiego, Płock Widzów: 4 001 Sędzia: Krzysztof Jakubik (Siedlce) |

### 34. kolejka (16-17 maja)

#### Grupa A
| 17 maja 2017 | Korona Kielce                            | 3:2   | Wisła Kraków                                                                  |                                                                          |
| 18:00        | Dejmek 18' · Możdżeń 54' · Kiełb 58' (k) | (1:2) | 6' Brlek · 29' Mączyński                                                      | Kolporter Arena, Kielce Widzów: 9 911 Sędzia: Łukasz Bednarek (Koszalin) |
| 18:00        | Żubrowski 41' · Górski 68' · Borjan 88'  | (1:2) | 31' Mączyński · 56' Głowacki · 58', 66' González · 67' Ondrášek · 86' Małecki | Kolporter Arena, Kielce Widzów: 9 911 Sędzia: Łukasz Bednarek (Koszalin) |

- Mecz pierwotnie zaplanowany na 18:00 rozpoczął się z 30-minutowym opóźnieniem z powodu awarii oświetlenia

| 17 maja 2017 | Lechia Gdańsk                             | 4:0   | Jagiellonia Białystok       |                                                                             |
| 18:00        | Paixão 17' (k) 25' (k) 48' · Haraslín 89' | (2:0) |                             | Stadion Energa Gdańsk, Gdańsk Widzów: 15 025 Sędzia: Tomasz Musiał (Kraków) |
| 18:00        | Wolski 28' · Haraslín 86'                 | (2:0) | 44' Vassiljev · 81' Černych | Stadion Energa Gdańsk, Gdańsk Widzów: 15 025 Sędzia: Tomasz Musiał (Kraków) |

| 17 maja 2017 | Legia Warszawa                                 | 2:0   | Lech Poznań             | |
| 20:30        | Odjidja-Ofoe 7' · Kucharczyk 83'               | (1:0) |                         | Stadion Miejski Legii Warszawa im. Marszałka Józefa Piłsudskiego, Warszawa Widzów: 28 820 Sędzia: Daniel Stefański (Bydgoszcz) |
| 20:30        | Guilherme 20' · Radović 23' · Odjidja-Ofoe 72' | (1:0) | 30' Trałka · 77' Tetteh | Stadion Miejski Legii Warszawa im. Marszałka Józefa Piłsudskiego, Warszawa Widzów: 28 820 Sędzia: Daniel Stefański (Bydgoszcz) |

| 17 maja 2017 | Pogoń Szczecin         | 1:1   | Bruk-Bet Termalica Nieciecza | |
| 20:30        | Kort 76'               | (0:0) | 87' Gutkovskis               | Stadion Miejski im. Floriana Krygiera, Szczecin Widzów: 3 108 Sędzia: Jarosław Przybył (Kluczbork) |
| 20:30        | Gyurcsó 84' · Râpă 85' | (0:0) | 59' Pleva · 89' Gutkovskis   | Stadion Miejski im. Floriana Krygiera, Szczecin Widzów: 3 108 Sędzia: Jarosław Przybył (Kluczbork) |

#### Grupa B
| 16 maja 2017 | Arka Gdynia                                                           | 0:1   | Wisła Płock                 |                                                                          |
| 18:00        |                                                                       | (0:1) | 16' Reca                    | Stadion Miejski, Gdynia Widzów: 6 015 Sędzia: Bartosz Frankowski (Toruń) |
| 18:00        | Hofbauer 15' · Marcjanik 86', 90+1' · Vinícius 90+7' · Sobieraj 90+7' | (0:1) | 65' Szymiński · 90+6' Božić | Stadion Miejski, Gdynia Widzów: 6 015 Sędzia: Bartosz Frankowski (Toruń) |

| 16 maja 2017 | Górnik Łęczna                             | 3:0   | Cracovia          |                                                                                  |
| 18:00        | Leândro 50' · Dźwigała 77' · Śpiączka 82' | (0:0) |                   | Stadion Górnika Łęczna, Łęczna Widzów: 4 418 Sędzia: Paweł Raczkowski (Warszawa) |
| 18:00        | Śpiączka 33' · Atoche 63' · Leândro 78'   | (0:0) | 45+2' Jaroszyński | Stadion Górnika Łęczna, Łęczna Widzów: 4 418 Sędzia: Paweł Raczkowski (Warszawa) |

| 16 maja 2017 | Ruch Chorzów | 0:3   | Piast Gliwice                              |                                                                   |
| 20:30        |              | (0:0) | 72' (sam.) Oleksy · 75' Badía · 88' Hebert | Stadion Miejski, Chorzów Widzów: 6 431 Sędzia: Paweł Gil (Lublin) |
| 20:30        | Oleksy 81'   | (0:0) | 32' Sedlar                                 | Stadion Miejski, Chorzów Widzów: 6 431 Sędzia: Paweł Gil (Lublin) |

| 16 maja 2017 | Zagłębie Lubin                                         | 2:0   | Śląsk Wrocław |                                                                                 |
| 20:30        | Starzyński 15' · Piątek 54'                            | (1:0) |               | Stadion Zagłębia Lubin, Lubin Widzów: 8 109 Sędzia: Krzysztof Jakubik (Siedlce) |
| 20:30        | Guldan 35' · Woźniak 44' · Čotra 90+5' · Polaček 90+8' | (1:0) | 90+5' Riera   | Stadion Zagłębia Lubin, Lubin Widzów: 8 109 Sędzia: Krzysztof Jakubik (Siedlce) |

### 35. kolejka (19-21 maja)

#### Grupa A
| 20 maja 2017 | Wisła Kraków                                          | 4:0   | Pogoń Szczecin        |                                                                                                |
| 20:30        | Małecki 18' · Brożek 24' · González 32' · Boguski 35' | (4:0) |                       | Stadion Miejski im. Henryka Reymana, Kraków Widzów: 11 588 Sędzia: Dominik Sulikowski (Gdańsk) |
| 20:30        | Špičić 83' · Cywka 90+3'                              | (4:0) | 40' Râpă · 81' Matras | Stadion Miejski im. Henryka Reymana, Kraków Widzów: 11 588 Sędzia: Dominik Sulikowski (Gdańsk) |

| 21 maja 2017 | Lech Poznań                    | 0:0   | Lechia Gdańsk                                            |                                                                       |
| 15:30        |                                | (0:0) |                                                          | Stadion Miejski, Poznań Widzów: 20 139 Sędzia: Tomasz Musiał (Kraków) |
| 15:30        | Kostewycz 14' · Kędziora 90+5' | (0:0) | 88' Peszko · 90+2' Mak · 90+4' Vitória · 90+5' Stolarski | Stadion Miejski, Poznań Widzów: 20 139 Sędzia: Tomasz Musiał (Kraków) |

| 21 maja 2017 | Jagiellonia Białystok                   | 0:0   | Legia Warszawa                                       |                                                                              |
| 18:00        |                                         | (0:0) |                                                      | Stadion Miejski, Białystok Widzów: 22 394 Sędzia: Bartosz Frankowski (Toruń) |
| 18:00        | Burliga 34' · Romanczuk 41' · Runje 88' | (0:0) | 34' Moulin · 57', 87' Odjidja-Ofoe · 73' Jędrzejczyk | Stadion Miejski, Białystok Widzów: 22 394 Sędzia: Bartosz Frankowski (Toruń) |

| 22 maja 2017 | Bruk-Bet Termalica Nieciecza | 0:2   | Korona Kielce                                |                                                                                |
| 18:00        |                              | (0:1) | 11' Możdżeń · 54' Rymaniak                   | Stadion Nieciecza KS, Nieciecza Widzów: 3 247 Sędzia: Zbigniew Dobrynin (Łódź) |
| 18:00        | Putiwcew 10' · Guilherme 76' | (0:1) | 40', 68' Grzelak · 68' Rymaniak · 88' Dejmek | Stadion Nieciecza KS, Nieciecza Widzów: 3 247 Sędzia: Zbigniew Dobrynin (Łódź) |

- druga żółta kartka Rafała Grzelaka nie jest wliczana do rejestru kartek jako pokazana niesłusznie

#### Grupa B
| 19 maja 2017 | Śląsk Wrocław                                      | 4:1   | Arka Gdynia                                                             |                                                                   |
| 18:00        | Pawelec 34' · Pich 35' · Biliński 40' · Engels 60' | (3:1) | 15' Sołdecki                                                            | Stadion Wrocław, Wrocław Widzów: 7 228 Sędzia: Paweł Gil (Lublin) |
| 18:00        | Dankowski 31' · Morioka 70'                        | (3:1) | 26' Hofbauer · 28' Sołdecki · 33' Marciniak · 51' Nalepa · 71' Sobieraj | Stadion Wrocław, Wrocław Widzów: 7 228 Sędzia: Paweł Gil (Lublin) |

| 19 maja 2017 | Cracovia                      | 2:0   | Ruch Chorzów | |
| 20:30        | Steblecki 2' · Piątek 13'     | (2:0) |              | Stadion Cracovii im. Józefa Piłsudskiego, Kraków Widzów: 8 509 Sędzia: Mariusz Złotek (Stalowa Wola) |
| 20:30        | Malarczyk 58' · Steblecki 77' | (2:0) |              | Stadion Cracovii im. Józefa Piłsudskiego, Kraków Widzów: 8 509 Sędzia: Mariusz Złotek (Stalowa Wola) |

| 20 maja 2017 | Wisła Płock                        | 1:2   | Zagłębie Lubin              |                                                                                           |
| 15:30        | Sylwestrzak 70'                    | (0:1) | 45' Tosik · 61' Buksa       | Stadion im. Kazimierza Górskiego, Płock Widzów: 4 598 Sędzia: Dominik Sulikowski (Gdańsk) |
| 15:30        | Merebaszwili 45' · Sylwestrzak 78' | (0:1) | 57' Jagiełło · 73' Dziwniel | Stadion im. Kazimierza Górskiego, Płock Widzów: 4 598 Sędzia: Dominik Sulikowski (Gdańsk) |

| 20 maja 2017 | Piast Gliwice                 | 2:1   | Górnik Łęczna                |                                                                            |
| 18:00        | Gojko 9' · Sedlar 14'         | (2:1) | 19' Dźwigała                 | Stadion Miejski, Gliwice Widzów: 5 007 Sędzia: Krzysztof Jakubik (Siedlce) |
| 18:00        | Papadopulos 52' · Badía 90+1' | (2:1) | 45+2' Grzelczak · 58' Atoche | Stadion Miejski, Gliwice Widzów: 5 007 Sędzia: Krzysztof Jakubik (Siedlce) |

### 36. kolejka (27-28 maja)

#### Grupa A
| 28 maja 2017 | Bruk-Bet Termalica Nieciecza | 1:2   | Jagiellonia Białystok |                                                                                   |
| 18:00        | Jovanović 71'                | (0:2) | 16' 34' Sheridan      | Stadion Nieciecza KS, Nieciecza Widzów: 4 017 Sędzia: Krzysztof Jakubik (Siedlce) |
| 18:00        | Gutkovskis 45'               | (0:2) | 90' Grzyb             | Stadion Nieciecza KS, Nieciecza Widzów: 4 017 Sędzia: Krzysztof Jakubik (Siedlce) |

| 28 maja 2017 | Korona Kielce                                                                                 | 0:1   | Legia Warszawa                     |                                                                             |
| 18:00        |                                                                                               | (0:1) | 35' Nagy                           | Kolporter Arena, Kielce Widzów: 15 000 Sędzia: Jarosław Przybył (Kluczbork) |
| 18:00        | Grzelak 26' · Kwiecień 29' · Rymaniak 50' · Mrozik 84' · Kiełb 86' · Borjan 90' · Abalo 90+4' | (0:1) | 11' Broź · 40' Nagy · 90+3' Malarz | Kolporter Arena, Kielce Widzów: 15 000 Sędzia: Jarosław Przybył (Kluczbork) |

| 28 maja 2017 | Lech Poznań                   | 2:1   | Wisła Kraków                                                |                                                                              |
| 18:00        | Majewski 9' · Makuszewski 21' | (2:1) | 27' Boguski                                                 | Stadion Miejski, Poznań Widzów: 19 373 Sędzia: Mariusz Złotek (Stalowa Wola) |
| 18:00        | Kędziora 58'                  | (2:1) | 34' Špičić · 43' Bartkowski · 73' Głowacki · 90+1' González | Stadion Miejski, Poznań Widzów: 19 373 Sędzia: Mariusz Złotek (Stalowa Wola) |

| 28 maja 2017 | Lechia Gdańsk                                          | 4:0   | Pogoń Szczecin           |                                                                          |
| 18:00        | Paixão 20' 34' 70' (k) · Wiśniewski 80'                | (2:0) |                          | Stadion Energa Gdańsk, Gdańsk Widzów: 20 067 Sędzia: Piotr Lasyk (Bytom) |
| 18:00        | Nunes 7' · Borysiuk 23' · Vitória 54' · Wiśniewski 83' | (2:0) | 11' Cincadze · 17' Rudol | Stadion Energa Gdańsk, Gdańsk Widzów: 20 067 Sędzia: Piotr Lasyk (Bytom) |

#### Grupa B
| 27 maja 2017 | Górnik Łęczna | 1:3   | Zagłębie Lubin                        |                                                                                    |
| 18:00        | Gérson 16'    | (1:1) | 40' Tosik · 88' Buksa · 90+5' Kubicki | Stadion Górnika Łęczna, Łęczna Widzów: 5 395 Sędzia: Tomasz Kwiatkowski (Warszawa) |
| 18:00        | Dźwigała 87'  | (1:1) |                                       | Stadion Górnika Łęczna, Łęczna Widzów: 5 395 Sędzia: Tomasz Kwiatkowski (Warszawa) |

| 27 maja 2017 | Śląsk Wrocław               | 2:0   | Cracovia                                                     |                                                                            |
| 18:00        | Biliński 13' · Morioka 35'  | (2:0) |                                                              | Stadion Wrocław, Wrocław Widzów: 11 867 Sędzia: Bartosz Frankowski (Toruń) |
| 18:00        | Augusto 60' · Kovačević 67' | (2:0) | 63' Wołąkiewicz · 67' Piątek · 73' Jendrišek · 84' Budziński | Stadion Wrocław, Wrocław Widzów: 11 867 Sędzia: Bartosz Frankowski (Toruń) |

| 27 maja 2017 | Arka Gdynia                              | 1:1   | Ruch Chorzów |                                                                      |
| 18:00        | Siemaszko 23'                            | (1:1) | 4' Moneta    | Stadion Miejski, Gdynia Widzów: 9 001 Sędzia: Tomasz Musiał (Kraków) |
| 18:00        | Formella 68' · Sołdecki 71' · Kakoko 83' | (1:1) | 8' Surma     | Stadion Miejski, Gdynia Widzów: 9 001 Sędzia: Tomasz Musiał (Kraków) |

| 27 maja 2017 | Piast Gliwice                              | 4:0   | Wisła Płock                             |                                                                            |
| 18:00        | Živec 49' · Jankowski 65' 80' · Bukata 71' | (0:0) |                                         | Stadion Miejski, Gliwice Widzów: 5 540 Sędzia: Paweł Raczkowski (Warszawa) |
| 18:00        | Hebert 62' · Sedlar 68'                    | (0:0) | 21' Byrtek · 25' Szymiński · 88' Wlazło | Stadion Miejski, Gliwice Widzów: 5 540 Sędzia: Paweł Raczkowski (Warszawa) |

- Czerwona kartka José Kanté nie jest wliczana do rejestru kartek jako pokazana niesłusznie

### 37. kolejka (2-4 czerwca)

#### Grupa A
| 4 czerwca 2017 | Jagiellonia Białystok                     | 2:2   | Lech Poznań                                                                            |                                                                                 |
| 18:00          | Góralski 77' · Novikovas 87'              | (0:2) | 11' Majewski · 39' Trałka                                                              | Stadion Miejski, Białystok Widzów: 19 084 Sędzia: Mariusz Złotek (Stalowa Wola) |
| 18:00          | Tomasik 61' · Runje 90+7' · Tomelin 90+7' | (0:2) | 45' Robak · 83' Tetteh · 88' Jevtić · 90+7' Bednarek · 90+8' Nielsen · 90+11' Putnocký | Stadion Miejski, Białystok Widzów: 19 084 Sędzia: Mariusz Złotek (Stalowa Wola) |

| 4 czerwca 2017 | Legia Warszawa           | 0:0   | Lechia Gdańsk                                         | |
| 18:00          |                          | (0:0) |                                                       | Stadion Miejski Legii Warszawa im. Marszałka Józefa Piłsudskiego, Warszawa Widzów: 28 953 Sędzia: Bartosz Frankowski (Toruń) |
| 18:00          | Moulin 42' · Hloušek 43' | (0:0) | 24' Maloča · 33' Sławczew · 51' Haraslín · 68' Peszko | Stadion Miejski Legii Warszawa im. Marszałka Józefa Piłsudskiego, Warszawa Widzów: 28 953 Sędzia: Bartosz Frankowski (Toruń) |

| 4 czerwca 2017 | Pogoń Szczecin                           | 3:0   | Korona Kielce |                                                                                             |
| 18:00          | Murawski 61' 87' · Obst 89'              | (0:0) |               | Stadion Miejski im. Floriana Krygiera, Szczecin Widzów: 2 545 Sędzia: Wojciech Myć (Lublin) |
| 18:00          | Fojut 35' · Niepsuj 40' · Listkowski 68' | (0:0) |               | Stadion Miejski im. Floriana Krygiera, Szczecin Widzów: 2 545 Sędzia: Wojciech Myć (Lublin) |

| 4 czerwca 2017 | Wisła Kraków | 1:2   | Bruk-Bet Termalica Nieciecza |                                                                                           |
| 18:00          | Boguski 15'  | (1:0) | 47' Kędziora · 90+3' Mikovič | Stadion Miejski im. Henryka Reymana, Kraków Widzów: 14 149 Sędzia: Tomasz Musiał (Kraków) |
| 18:00          | Štilić 17'   | (1:0) |                              | Stadion Miejski im. Henryka Reymana, Kraków Widzów: 14 149 Sędzia: Tomasz Musiał (Kraków) |

#### Grupa B
| 2 czerwca 2017 | Cracovia                   | 0:1   | Piast Gliwice | |
| 20:30          |                            | (0:0) | 63' Jankowski | Stadion Cracovii im. Józefa Piłsudskiego, Kraków Widzów: 7 311 Sędzia: Dominik Sulikowski (Gdańsk) |
| 20:30          | Malarczyk 73' · Piątek 79' | (0:0) |               | Stadion Cracovii im. Józefa Piłsudskiego, Kraków Widzów: 7 311 Sędzia: Dominik Sulikowski (Gdańsk) |

| 2 czerwca 2017 | Ruch Chorzów                  | 2:2   | Górnik Łęczna                |                                                                             |
| 20:30          | Višņakovs 90+12' · Koj 90+17' | (0:2) | 16' Śpiączka · 43' Grzelczak | Stadion Miejski, Chorzów Widzów: 5 962 Sędzia: Jarosław Przybył (Kluczbork) |
| 20:30          | 26' Gérson · 34' Sasin        | (0:2) |                              | Stadion Miejski, Chorzów Widzów: 5 962 Sędzia: Jarosław Przybył (Kluczbork) |

- Mecz przerwany w 61. minucie na 20 minut z powodu awantur na trybunach

| 2 czerwca 2017 | Wisła Płock                                              | 0:3   | Śląsk Wrocław                 |                                                                                         |
| 20:30          |                                                          | (0:1) | 10' 59' Engels · 65' Biliński | Stadion im. Kazimierza Górskiego, Płock Widzów: 4 068 Sędzia: Łukasz Szczech (Warszawa) |
| 20:30          | Seweryn Truskolaski 81' · Popiela 82' · Merebaszwili 85' | (0:1) | 61' Morioka                   | Stadion im. Kazimierza Górskiego, Płock Widzów: 4 068 Sędzia: Łukasz Szczech (Warszawa) |

| 2 czerwca 2017 | Zagłębie Lubin                                              | 1:3   | Arka Gdynia                                  |                                                                         |
| 20:30          | Marcjanik 48' (sam.)                                        | (0:2) | 19' Siemaszko · 29' Formella · 75' Warcholak | Stadion Zagłębia Lubin, Lubin Widzów: 6 921 Sędzia: Piotr Lasyk (Bytom) |
| 20:30          | 55' Hofbauer · 73' Sołdecki · 85' Sobieraj · 90+1' Vinícius | (0:2) |                                              | Stadion Zagłębia Lubin, Lubin Widzów: 6 921 Sędzia: Piotr Lasyk (Bytom) |